# Augy-sur-Aubois
Augy-sur-Aubois är en kommun i departementet Cher i regionen Centre-Val de Loire i de centrala delarna av Frankrike. Kommunen ligger  i kantonen Sancoins som tillhör arrondissementet Saint-Amand-Montrond. År 2022 hade Augy-sur-Aubois 284 invånare.

## Befolkningsutveckling
Antalet invånare i kommunen Augy-sur-Aubois
Referens:INSEE